# Metro Boomin
Лиланд Тайлер Уэйн (англ. Leland Tyler Wayne; род. 16 сентября 1993 года, Сент Луис, Миссури, США), более известный как Metro Boomin (МФА: [ˈmɛˌtroʊ ˈbumɪŋ]) — американский музыкальный продюсер и диджей, известный продюсированием таких музыкальных исполнителей, как Фьючер, Post Malone, 21 Savage, Offset, Migos, The Weeknd, Gunna, Гуччи Мейн, Kodak Black и Дрейк.
В настоящее время Metro Boomin является одним из самых известных хип-хоп-продюсеров в мире. Metro Boomin активно сотрудничает с такими исполнителями, как Kanye West, Drake, Future, 21 Savage, Young Thug, Travis Scott, Offset и другие. Он является автором музыки к таким трекам, как «Bad and Boujee» Migos, «Mask Off» Future, «Father Stretch My Hands, Pt. 1»  Kanye West, «Congratulations» Post Malone, «Jumpman» Drake и Future, «Bank Account» 21 Savage, «Tunnel Vision» Kodak Black, «Bounce Back» Big Sean, «Knife Talk» Drake и 21 Savage и т. д.
Часто в начале треков, спродюсированных Метро, можно услышать фразу — визитную карточку «Metro Boomin want some more, nigga» (с англ. — «Метро Бумин хочет больше, н*ггер»), а также фразу Фьючера «If Young Metro don’t trust you, I’m gon’ shoot you» (с англ. — «Если Янг Метро тебе не доверяет, я тебя пристрелю»), которая впоследствии стала одним из главных мемов 2016 года.

## Ранние годы
Лиленд Тайлер Уэйн родился 16 сентября 1993 года в Сент-Луисе, штат Миссури. Какое-то время Метро играл на бас-гитаре, однако в возрасте 13 лет, после того как мать купила ему ноутбук в придачу с цифровой звуковой рабочей станцией Fruity Loops, он начал делать биты. В средней школе Метро выпускал по пять битов в день. Поначалу Метро писал тексты, однако впоследствии понял, что создавать биты ему нравится гораздо больше, и поэтому он начал уделять всё свое свободное время работе с музыкой. Когда Метро учился в средней школе, он начал активно пользоваться социальными сетями для того, чтобы общаться с крупными артистами и предлагать им свой материал.

## Карьера

### 2009-2013: Начало карьеры
В юношеские годы мать часто возила его по восемь часов из Сент-Луиса в Атланту, чтобы он смог поработать с артистами, с которыми познакомился в интернете. Одним из первых артистов, с которыми работал Метро, был рэпер Тей Дон (англ. Tay Don), который впоследствии познакомил его с более известными исполнителями вроде Фьючера и Гуччи Мейна.
Для того, чтобы продолжить свою музыкальную карьеру, в 11-м классе Метро начал самостоятельно путешествовать в Атланту. В интервью журналу XXL он рассказывал, что первым хип-хоп-исполнителем, кто начал читать под его биты, является Оу-Джей Да Джусман (OJ Da Juiceman), который посодействовал сотрудничеству Метро с Гуччи Мейном. После окончания школы Метро переехал в Атланту, где поступил в колледж Морхаус (Morehouse College) на специальность «Управление бизнесом», но после первого семестра взял перерыв, так как музыкальная карьера требовала большего времени. Так, Метро начал сотрудничать с такими артистами, как Гуччи Мейн, Ники Минаж, Лудакрис, Фьючер, Уиз Калифа, Чиф Киф, Уикнд, Мик Милл, Трэвис Скотт, Янг Таг, Рич Хоуми Куан, «Мигос», 21 Сэвидж, Биг Шон и так далее. Вдобавок он сотрудничает с другими продюсерами, такими как Sonny Digital, TM88, Southside, Zaytoven, Young Chop, и DJ Spinz.
Метро Бумин активно работал с атлантским рэпером Фьючером. Сначала они поработали вместе над песней «Hard», которая вошла в микстейп Welcome 2 Mollyworld DJ Esco, и с тех пор сотрудничали над многочисленными песнями, включая два сингла со второго альбома Фьючера Honest: это лид-сингл «Karate Chop» и заглавный трек «Honest», который Метро спродюсировал вместе с DJ Spinz.

### 2013 — настоящее время:Metro Thuggin
В мае 2013 года Метро объявил, что его дебютный микстейп будет называться 19 & Boomin. Осенью 2013 года, после «подогревающих» синглов, Метро опубликовал микстейп, в который вошла 21 песня, а участие приняли Янг Таг, Фьючер, Гуччи Мейн и многие другие. Весной 2014 года Метро и Таг анонсировали совместный альбом, который получил название Metro Thuggin. Вместе с анонсом совместного альбома они выпустили совместную песню «The Blanguage». Осенью того же года Метро Бумин предстал исполнительным продюсером микстейпа Фьючера Monster, который породил такой хит, как «Commas». Метро являлся исполнительным продюсером совместного микстейпа Дрейка и Фьючера What a Time to Be Alive, который вышел в свет 20 сентября 2015 года. Метро выступил продюсером и сопродюсером 8 из 11 треков пластинки.
Известно, что Метро спродюсировал три трека с седьмого студийного альбома Канье Уэста The Life of Pablo: «Father Stretch My Hands Pt. 1», «Waves» и «Facts». В конце 2016 года Метро сообщил, что в конце 2017-го он выпустит совместный альбом с канадским рэпером Nav. 16 февраля вышел один из самых успешных треков рэпера Кодака Блэка «Tunnel Vision», продюсированием которого занимался Янг Метро, а 17 февраля был выпущен одноимённый альбом Фьючера Future, в который вошёл ставший впоследствии самой успешной сольной песней рэпера «Mask Off», продюсированием которого занимался Метро Бумин.
Согласно Music Business Worldwide и Royalty Exchange, Метро Бумин был признан лидером по показателю «причастности» к хитовым песням первой половины 2017 года, опередив таких исполнителей, как Кендрик Ламар и Куэйво, своё лидерство он закрепил совместным микстейпом с 21 Сэвиджем и Оффсетом Without Warning и совместным альбомом с Биг Шоном Double or Nothing.
В январе 2018 года Метро Бумин был представлен в кампании Gap вместе с SZA с ремиксом песни «Hold Me Now». Ремикс был выпущен для цифровых платформ в тот же день, в который проводилась кампания. В интервью журналу XXL он подробно рассказывает и о кампании Gap, и о ремиксе.

## Дискография

### Студийные альбомы
| Название                                         | Детали | Высшая позиция в чарте | Высшая позиция в чарте | Высшая позиция в чарте | Высшая позиция в чарте | Высшая позиция в чарте | Высшая позиция в чарте | Высшая позиция в чарте | Продажи (Эквивалент альбома) | Сертификации    |
| Название                                         | Детали | US                     | US R&B/ HH             | US Rap                 | AUS                    | CAN                    | NZ                     | UK                     | Продажи (Эквивалент альбома) | Сертификации    |
| ------------------------------------------------ | --- | ---------------------- | ---------------------- | ---------------------- | ---------------------- | ---------------------- | ---------------------- | ---------------------- | ---------------------------- | --------------- |
| Without Warning (совместно с Offset и 21 Savage) | - Дата выпуска: 31 октября 2017 - Лейбл: Boominati Worldwide, Republic, Epic, Capitol, Motown, Quality Control, Slaughter Gang - Формат: Стриминг, цифровая загрузка | 4                      | 2                      | 1                      | 39                     | 5                      | 15                     | 41                     | - США: 53,000                |                 |
| Double or Nothing (совместно с Big Sean)         | - Дата выпуска: 8 декабря 2017 - Лейбл: Boominati, Republic, Universal, GOOD, Def Jam - Формат: Стриминг, цифровая загрузка, CD                                      | 6                      | 2                      | 2                      | —                      | 15                     | —                      | 96                     | - США: 65,000                |                 |
| Not All Heroes Wear Capes                        | - Дата выпуска: 2 ноября 2018 - Лейбл: Boominati, Republic - Формат: Стриминг, цифровая загрузка, CD, LP                                                             | 1                      | 1                      | 1                      | 18                     | 2                      | 9                      | 16                     | - США: 500,000               | - RIAA: золотой |
| Heroes & Villains                                | - Дата выпуска: 2 декабря 2022 - Лейбл: Boominati, Republic - Формат: Стриминг, цифровая загрузка, CD, LP                                                            | 1                      | 1                      | 1                      | 5                      | 1                      | 1                      | 3                      | США: 185,000                 |                 |

### Мини-альбомы
| Savage Mode (совместно с 21 Savage) | - Дата выпуска: 15 июля 2016 - Лейбл: Вне лейбла - Формат: Цифровая загрузка | 23 | 9 | 7 |

### Микстейпы
| Название                         | Детали                                                                                              | Высшая позиция в чартах | Высшая позиция в чартах | Высшая позиция в чартах | Высшая позиция в чартах |
| Название                         | Детали                                                                                              | US                      | US R&B/HH               | US Rap                  | CAN                     |
| -------------------------------- | --------------------------------------------------------------------------------------------------- | ----------------------- | ----------------------- | ----------------------- | ----------------------- |
| 19 & Boomin                      | - Дата выпуска: 7 октября 2013 - Лейбл: Вне лейбла - Формат: Цифровая загрузка                      | —                       | —                       | —                       | —                       |
| Perfect Timing (совместно с Nav) | - Дата выпуска: 21 июля 2017 - Лейбл: Boominati, XO, Republic - Формат: Стриминг, цифровая загрузка | 13                      | 7                       | 7                       | 7                       |

### Синглы
| Название                                                       | Год  | Высшая позиция в чартах | Высшая позиция в чартах | Высшая позиция в чартах | Высшая позиция в чартах | Сертификации                           | Альбом                    |
| Название                                                       | Год  | US                      | US R&B/HH               | US Rap                  | CAN                     | Сертификации                           | Альбом                    |
| -------------------------------------------------------------- | ---- | ----------------------- | ----------------------- | ----------------------- | ----------------------- | -------------------------------------- | ------------------------- |
| «X» (совместно с 21 Savage при участии Future)                 | 2016 | 36                      | 12                      | 10                      | 66                      | - RIAA: 2 × платиновый                 | Savage Mode               |
| «No Heart» (совместно с 21 Savage)                             | 2016 | 43                      | 17                      | 12                      | 79                      | - RIAA: 2 × платиновый                 | Savage Mode               |
| «No Complaints» (при участии Offset и Drake)                   | 2017 | 71                      | 31                      | 22                      | 51                      |                                        | Not All Heroes Wear Capes |
| «Perfect Timing (Intro)» (совместно с Nav)                     | 2017 | —                       | —                       | —                       | 89                      |                                        | Perfect Timing            |
| «Call Me» (совместно с Nav)                                    | 2017 | —                       | —                       | —                       | —                       | - RIAA: платиновый - MC: золотой       | Perfect Timing            |
| «Blue Pill» (при участии Travis Scott)                         | 2017 | —                       | —                       | —                       | —                       |                                        | Внеальбомный сингл        |
| «Ric Flair Drip» (совместно с Offset)                          | 2018 | 13                      | 11                      | 8                       | 13                      | - RIAA: 3 × платиновый - ARIA: золотой | Without Warning           |
| «Pull Up N Wreck» (совместно с Big Sean при участии 21 Savage) | 2018 | 80                      | 33                      | —                       | —                       |                                        | Double or Nothing         |
| «So Good» (совместно с Big Sean при участии Kash Doll)         | 2018 | —                       | —                       | —                       | —                       |                                        | Double or Nothing         |
| «Space Cadet» (при участии Gunna)                              | 2019 | 51                      | —                       | —                       | 40                      | - RIAA: платиновый                     | Not All Heroes Wear Capes |

### Другие песни в чартах
| Название                                                                      | Год  | Высшая позиция в чартах | Высшая позиция в чартах | Высшая позиция в чартах | Высшая позиция в чартах | Высшая позиция в чартах | Высшая позиция в чартах | Сертификации                     | Альбом                    |
| Название                                                                      | Год  | US                      | CAN                     | IRE                     | NZ Hot                  | SWI                     | UK                      | Сертификации                     | Альбом                    |
| ----------------------------------------------------------------------------- | ---- | ----------------------- | ----------------------- | ----------------------- | ----------------------- | ----------------------- | ----------------------- | -------------------------------- | ------------------------- |
| «Ghostface Killers» (совместно с 21 Savage и Offset при участии Travis Scott) | 2017 | 35                      | —                       | —                       | —                       | —                       | —                       | RIAA: платиновый                 | Without Warning           |
| «10AM / Save the World» (при участии Gucci Mane)                              | 2018 | —                       | —                       | —                       | —                       | —                       | —                       |                                  | Not All Heroes Wear Capes |
| «Overdue» (при участии Travis Scott)                                          | 2018 | 62                      | 67                      | —                       | 9                       | 95                      | 86                      |                                  | Not All Heroes Wear Capes |
| «Don’t Come Out the House» (при участии 21 Savage)                            | 2018 | 38                      | 47                      | 66                      | 7                       | —                       | 80                      |                                  | Not All Heroes Wear Capes |
| «Dreamcatcher» (при участии Swae Lee и Travis Scott)                          | 2018 | 72                      | 68                      | 87                      | —                       | —                       | —                       |                                  | Not All Heroes Wear Capes |
| «10 Freaky Girls» (при участии 21 Savage)                                     | 2018 | 42                      | 39                      | 58                      | 5                       | 82                      | 69                      | - MC: золотой - RIAA: платиновый | Not All Heroes Wear Capes |
| «Up to Something» (при участии Travis Scott и Young Thug)                     | 2018 | 100                     | 96                      | —                       | —                       | —                       | —                       |                                  | Not All Heroes Wear Capes |
| «Only 1» (Interlude) (при участии Travis Scott)                               | 2018 | —                       | —                       | —                       | —                       | —                       | —                       |                                  | Not All Heroes Wear Capes |
| «Lesbian» (при участии Gunna и Young Thug)                                    | 2018 | —                       | —                       | —                       | —                       | —                       | —                       |                                  | Not All Heroes Wear Capes |
| «Borrowed Love» (при участии Swae Lee и Wizkid)                               | 2018 | —                       | 93                      | —                       | —                       | —                       | —                       |                                  | Not All Heroes Wear Capes |
| «No More» (при участии Travis Scott, Kodak Black и 21 Savage)                 | 2018 | 79                      | 71                      | —                       | —                       | —                       | —                       |                                  | Not All Heroes Wear Capes |

## Продюсерская дискография
| Название                                                          | Год  | Высшая позиция в чартах | Высшая позиция в чартах | Высшая позиция в чартах | Высшая позиция в чартах | Высшая позиция в чартах | Высшая позиция в чартах | Высшая позиция в чартах | Высшая позиция в чартах | Сертификации | Альбом                           |
| Название                                                          | Год  | US                      | US R&B                  | US Rap                  | AUS                     | CAN                     | GER                     | NZ                      | UK                      | Сертификации | Альбом                           |
| ----------------------------------------------------------------- | ---- | ----------------------- | ----------------------- | ----------------------- | ----------------------- | ----------------------- | ----------------------- | ----------------------- | ----------------------- | --- | -------------------------------- |
| «Karate Chop» (Future при участии Lil Wayne)                      | 2013 | 82                      | 27                      | 23                      | —                       | —                       | —                       | —                       | —                       | | Honest                           |
| «Honest» (Future)                                                 | 2013 | 55                      | 18                      | 15                      | —                       | —                       | —                       | —                       | —                       | - RIAA: золотой | Honest                           |
| «I Won» (Future при участии Kanye West)                           | 2014 | 98                      | 26                      | 17                      | —                       | —                       | —                       | —                       | 169                     | - RIAA: золотой | Honest                           |
| «Tuesday» (ILoveMakonnen при участии Drake)                       | 2014 | 12                      | 2                       | —                       | —                       | 58                      | —                       | —                       | 165                     | - RIAA: платиновый | ILoveMakonnen                    |
| «3500» (Travis Scott при участии Future и 2 Chainz)               | 2015 | 82                      | 25                      | 16                      | —                       | —                       | —                       | —                       | —                       | - RIAA: золотой | Rodeo                            |
| «Where Ya At» (Future при участии Drake)                          | 2015 | 28                      | 13                      | 11                      | —                       | 62                      | —                       | —                       | —                       | - RIAA: 3 × платиновый - MC: золотой | DS2                              |
| «Jumpman» (Drake и Future)                                        | 2015 | 12                      | 3                       | 2                       | 47                      | 44                      | —                       | —                       | 58                      | - RIAA: 4 × платиновый - ARIA: золотой - MC: золотой - BPI: золотой - RMNZ: платиновый | What a Time to Be Alive          |
| «Father Stretch My Hands Pt. 1» (Kanye West при участии Kid Cudi) | 2016 | 37                      | 14                      | 9                       | —                       | 51                      | —                       | —                       | 54                      | | The Life of Pablo                |
| «Low Life» (Future при участии The Weeknd)                        | 2016 | 18                      | 8                       | 5                       | 96                      | 25                      | —                       | 30                      | —                       | - RIAA: 3 × платиновый - ARIA: золотой - BPI: серебряный - MC: 2 × платиновый - RMNZ: золотой | EVOL                             |
| «Wicked» (Future)                                                 | 2016 | 41                      | 13                      | 8                       | 93                      | —                       | —                       | —                       | 107                     | - RIAA: платиновый | EVOL                             |
| «You Was Right» (Lil Uzi Vert)                                    | 2016 | 40                      | 27                      | 22                      | —                       | —                       | —                       | —                       | —                       | - RIAA: платиновый | Lil Uzi Vert vs. the World       |
| «X» (совместно с 21 Savage при участии Future)                    | 2016 | 36                      | 18                      | 13                      | —                       | 66                      | —                       | —                       | —                       | - RIAA: 2 × платиновый | Savage Mode                      |
| «No Heart» (совместно с 21 Savage)                                | 2016 | 43                      | 31                      | 24                      | —                       | 90                      | —                       | —                       | —                       | - RIAA: 2 × платиновый | Savage Mode                      |
| «Bad and Boujee» (Migos при участии Lil Uzi Vert)                 | 2016 | 1                       | 1                       | 1                       | 34                      | 5                       | 65                      | 17                      | 30                      | - RIAA: 4 × платиновый - ARIA: платиновый - BPI: серебряный - RMNZ: золотой | Culture                          |
| «Bounce Back» (Big Sean)                                          | 2016 | 6                       | 8                       | 6                       | 52                      | 28                      | —                       | 28                      | 67                      | - RIAA: 2 × платиновый - ARIA: золотой | I Decided                        |
| «Both» (Gucci Mane при участии Drake)                             | 2017 | 41                      | 16                      | 11                      | —                       | 43                      | —                       | —                       | —                       | - RIAA: платиновый | The Return of East Atlanta Santa |
| «Congratulations» (Post Malone при участии Quavo)                 | 2017 | 8                       | 5                       | 3                       | 30                      | 14                      | 88                      | 21                      | 28                      | - RIAA: бриллиантовый - ARIA: 2 × платиновый - BPI: серебряный - FIMI: золотой - GLF: платиновый - IFPI (DEN): золотой - MC: 3 × платиновый - RMNZ: платиновый                                                                 | Stoney                           |
| «Tunnel Vision» (Kodak Black)                                     | 2017 | 6                       | 4                       | 2                       | —                       | 17                      | —                       | —                       | —                       | - RIAA: 2 × платиновый | Painting Pictures                |
| «Mask Off» (Future)                                               | 2017 | 5                       | 3                       | 2                       | 13                      | 5                       | 12                      | 6                       | 22                      | - RIAA: 4 × платиновый - ARIA: 2 × платиновый - BEA: платиновый - BPI: золотой - BVMI: золотой - GLF: 3 × платиновый - IFPI (DEN): золотой - IFPI (SWI): золотой - MC: 3 × платиновый - RMNZ: платиновый - SNEP: бриллиантовый | Future                           |
| «No Complaints» (при участии Offset и Drake)                      | 2017 | 71                      | 31                      | 22                      | —                       | 51                      | —                       | —                       | —                       | | Not All Heroes Wear Capes        |
| «Bank Account» (21 Savage)                                        | 2017 | 12                      | 5                       | 4                       | 62                      | 16                      | —                       | 39                      | 41                      | - RIAA: платиновый | Issa Album                       |
| «I Get the Bag» (Gucci Mane при участии Migos)                    | 2017 | 11                      | 5                       | 5                       | —                       | 28                      | —                       | —                       | —                       | - RIAA: платиновый | Mr. Davis                        |
| «Mile High» (James Blake при участии Travis Scott)                | 2019 | —                       | —                       | —                       | —                       | —                       | —                       | —                       | 47                      | | Assume Form                      |
| «Tell Them» (James Blake при участии Moses Sumney)                | 2019 | —                       | —                       | —                       | —                       | —                       | —                       | —                       | —                       | | Assume Form                      |

## Награды и номинации
| Год  | Церемония              | Номинируемая работа | Категория     | Результат |
| ---- | ---------------------- | ------------------- | ------------- | --------- |
| 2016 | BMI R&B/Hip-Hop Awards | Metro Boomin        | Продюсер года | Победа    |
| 2016 | BET Hip Hop Awards     | Metro Boomin        | Продюсер года | Победа    |
| 2017 | BMI R&B/Hip-Hop Awards | Metro Boomin        | Продюсер года | Победа    |
| 2017 | BET Hip Hop Awards     | Metro Boomin        | Продюсер года | Победа    |

### Комментарии
1. ↑  «Call Me» не вошёл в чарт Billboard Hot 100, но достиг высшей позиции под номером 25 в чарте Bubbling Under Hot 100 Singles.[53]
2. ↑  «Call Me» не вошёл в чарт Billboard Hot R&B/Hip-Hop Songs, но достиг высшей позиции под номером три в чарте Bubbling Under R&B/Hip-Hop Singles.[54]
3. ↑  «10AM / Save the World» не вошёл в чарт Billboard Hot 100, но достиг высшей позиции под номером восемь в чарте Bubbling Under Hot 100.[53]
4. ↑  «Only 1» не вошёл в чарт Billboard Hot 100, но достиг высшей позиции под номером 18 в чарте Bubbling Under Hot 100.[53]
5. ↑  «Lesbian» не вошёл в чарт Billboard Hot 100, но достиг высшей позиции под номером четыре в чарте Bubbling Under Hot 100.[53]
6. ↑  «Borrowed Love» не вошёл в чарт Billboard Hot 100, но достиг высшей позиции под номером 11 в чарте Bubbling Under Hot 100.[53]
7. ↑  "I Won" did not enter the NZ Top 40 Singles Chart, but peaked at number five on the NZ Heatseekers chart.[65]
8. ↑  "Jumpman" did not enter the NZ Top 40 Singles Chart, but peaked at number four on the NZ Heatseekers chart.[66]